# Fethi Missaoui
Fethi Missaoui (n. 8 ianuarie 1974, Tunisia) este un boxer ce a reprezentat Tunisia, medaliat olimpic. A participat la o ediție a Jocurilor Olimpice (1996) în care a câștigat o medalie de bronz.

## Participări
Lista de mai jos prezintă principalele competiții la care a participat Fethi Missaoui de-a lungul carierei.
- boxing at the 1996 Summer Olympics – light welterweight[*]